# Marathon van Rome 2007
De marathon van Rome 2007 vond plaats op zondag 18 maart 2007 in Rome. Het was de 13e editie van de marathon van Rome. Bij de mannen won Keniaan Kemboi Chelimo in een tijd van 2:09.36. Bij de vrouwen won Algerijnse Ait Salem Souad in een nieuw parcoursrecord van 2:25.08. Op deze wedstrijd brak ook de Italiaan Andrea Cionna het wereldrecord op de marathon voor een blinde atleet in een tijd van 2:31.59. In totaal haalden in deze wedstrijd 12.078 marathonlopers de finish.

## Uitslagen

### Mannen
| rang   | naam                 | land | tijd    |
| ------ | -------------------- | ---- | ------- |
| Goud   | Chelimo Kemboi       | KEN  | 2:09.36 |
| Zilver | José Manuel Martínez | ESP  | 2:10.12 |
| Brons  | Jonathan Kosgei      | KEN  | 2:10.25 |
| 4      | Migidio Bourifa      | ITA  | 2:10.30 |
| 5      | Albert Matebor       | KEN  | 2:10.42 |
| 6      | Tesfaye Tola         | ETH  | 2:10.45 |
| 7      | Norman Dlomo         | RSA  | 2:11.47 |
| 8      | Samson Kosgei        | KEN  | 2:12.39 |
| 9      | Elijah Sang          | KEN  | 2:12.48 |
| 10     | Denis Curzi          | ITA  | 2:13.40 |
| 11     | Francis Kirwa        | FIN  | 2:14.38 |
| 12     | Santos Geovane       | BRA  | 2:14.45 |
| 13     | Ashebir Jote         | ETH  | 2:15.49 |
| 14     | Tesfaye Bogale       | ETH  | 2:15.55 |
| 15     | Georges Majaji       | RSA  | 2:16.08 |
| 16     | Joseph Kadon         | KEN  | 2:16.24 |
| 17     | Yuri Abramov         | RUS  | 2:16.34 |
| 18     | Federico Simionato   | ITA  | 2:16.37 |
| 19     | Paul Limo            | KEN  | 2:17.25 |
| 20     | Marcello Caposti     | ITA  | 2:19.00 |

### Vrouwen
| rang   | naam                 | land | tijd    |
| ------ | -------------------- | ---- | ------- |
| Goud   | Souad Aït Salem      | ALG  | 2:25.08 |
| Zilver | Hellen Kimutai       | KEN  | 2:26.46 |
| Brons  | Helena Javornik      | SLO  | 2:28.53 |
| 4      | Lenah Cheruiyot      | KEN  | 2:29.43 |
| 5      | Natalia Volgina      | RUS  | 2:30.31 |
| 6      | Yang Fengxia         | CHN  | 2:34.45 |
| 7      | Haile Lema           | ETH  | 2:35.01 |
| 8      | Ivana Iozzia         | ITA  | 2:35.26 |
| 9      | Marizete Moreira     | BRA  | 2:39.08 |
| 10     | Woynishet Tafa       | ETH  | 2:43.11 |
| 11     | Anna von Schenck     | SWE  | 2:43.23 |
| 12     | Abidi Tigist         | ETH  | 2:45.43 |
| 13     | Karin Schon          | SWE  | 2:49.05 |
| 14     | Asmae Leghzaoui      | MAR  | 2:52.51 |
| 15     | Maria-Sandra Pereira | BRA  | 2:54.14 |

1982 ·
1983 ·
1984 ·
1985 ·
1986 ·
1987 ·
1988 ·
1989 ·
1990 ·
1991 ·
1995 ·
1996 ·
1997 ·
1998 ·
1999 ·
2000 ·
2001 ·
2002 ·
2003 ·
2004 ·
2005 ·
2006 ·
2007 ·
2008 ·
2009 ·
2010 ·
2011 ·
2012 ·
2013 ·
2014 ·
2015 ·
2016 ·
2017